# Francesc Vendrell i Bayona
|  | No s'ha de confondre amb Francesc Vendrell i Vendrell. |

Francesc Vendrell i Bayona   (Barcelona, 26 de maig de 1949 - Sitges, 22 de febrer de 2025) fou un polític català, diputat al Parlament de Catalunya de la VI a la VIII legislatures.

## Biografia
Va estudiar direcció d'empreses a l'Institut d'Estudis Superiors de l'Empresa (IESE), teologia i filosofia i va treballar en el sector editorial (1983-1995). Va ser militant del Centre Català, on fou secretari d'Organització (1976-1979), i de Centristes de Catalunya-UCD, on va ser secretari de Políticab Municipal (1979-1982). Des del 1994 milità al Partit Popular (PP).
Fou director general del Govern de l'Estat de Relacions amb les Corts (1996-1999), Vicesecretari general de Política Sectorial del Partit Popular de Catalunya (PPC) (2000-2002), i des del 2002 vicesecretari general de coordinació i acció política del PPC. Fou elegit diputat a les eleccions al Parlament de Catalunya de 1999, 2003 i 2006. Fou portaveu del Grup Parlamentari del Partit Popular de Catalunya al Parlament de Catalunya de 2003 a 2007. Va ser un dels ponents de l'Estatut d'Autonomia de Catalunya de 2006 i membre de la Comissió del Síndic de Greuges del Parlament de Catalunya.
En 2010 renuncià a l'escó i uns mesos després nomenat director de Consum i Territori del Síndic de Greuges, Rafael Ribó.